# Anna de' Medici (1569-1584)
Anna de' Medici (Firenze, 31 dicembre 1569 – Firenze, 19 febbraio 1584) era la terzogenita di Francesco I de' Medici e Giovanna d'Austria.

## Biografia

### Infanzia
Anna era figlia di Francesco I de' Medici, figlio e successore di Cosimo I, e di Giovanna d'Austria, terza di una serie di sei figlie femmine partorite dalla granduchessa. Questa difficoltà a partorire un erede maschio fu un grave cruccio per Giovanna d'Austria, che si doveva relazionare con un marito ed una corte che la schernivano continuamente. Rivaleggiata dall'amante del marito, Bianca Cappello, Giovanna finì per morire di parto nella reggia di Palazzo Pitti un anno dopo aver dato alla luce un maschio, che pure sarebbe morto ancora bambino di malattia.

### Morte e sepoltura
Anna morì a soli quindici anni, senza che si facesse in tempo a iniziare per lei proposte matrimoniali.
Nel 1857, durante una prima ricognizione delle salme dei Medici, così venne ritrovato il suo corpo: 

## Ascendenza
|                        |                        |                                  | Genitori                              |  |  | Nonni |  |  | Bisnonni                  |  |  | Trisnonni            |  |
|                        |                        |                                  |                                       |  |  |       |  |  | Giovanni dalle Bande Nere |  |  | Giovanni il Popolano |  |
|                        |                        |                                  |                                       |  |  |       |  |  | Giovanni dalle Bande Nere |  |  | Giovanni il Popolano |  |
|                        |                        | Caterina Sforza                  |                                       |  |  |       |  |  | Giovanni dalle Bande Nere |  |  |                      |  |
| Cosimo I de' Medici    |                        |                                  |                                       |  |  |       |  |  | Giovanni dalle Bande Nere |  |  |                      |  |
|                        |                        | Maria Salviati                   | Jacopo Salviati                       |  |  |       |  |  |                           |  |  |                      |  |
|                        |                        | Maria Salviati                   | Jacopo Salviati                       |  |  |       |  |  |                           |  |  |                      |  |
|                        |                        | Maria Salviati                   | Lucrezia di Lorenzo de' Medici        |  |  |       |  |  |                           |  |  |                      |  |
| Francesco I de' Medici |                        | Maria Salviati                   |                                       |  |  |       |  |  |                           |  |  |                      |  |
|                        |                        | Pedro Álvarez de Toledo y Zúñiga | Fadrique Álvarez de Toledo y Enríquez |  |  |       |  |  |                           |  |  |                      |  |
|                        |                        | Pedro Álvarez de Toledo y Zúñiga | Fadrique Álvarez de Toledo y Enríquez |  |  |       |  |  |                           |  |  |                      |  |
|                        |                        | Pedro Álvarez de Toledo y Zúñiga | Isabel de Zúñiga y Pimentel           |  |  |       |  |  |                           |  |  |                      |  |
| Eleonora di Toledo     |                        | Pedro Álvarez de Toledo y Zúñiga |                                       |  |  |       |  |  |                           |  |  |                      |  |
|                        |                        | María Osorio y Pimentel          | Luis Pimentel y Pacheco               |  |  |       |  |  |                           |  |  |                      |  |
|                        |                        | María Osorio y Pimentel          | Luis Pimentel y Pacheco               |  |  |       |  |  |                           |  |  |                      |  |
|                        |                        | María Osorio y Pimentel          | Juana Osorio y Bazán                  |  |  |       |  |  |                           |  |  |                      |  |
| Anna de' Medici        |                        | María Osorio y Pimentel          |                                       |  |  |       |  |  |                           |  |  |                      |  |
|                        | Filippo I di Castiglia | Massimiliano I d'Asburgo         |                                       |  |  |       |  |  |                           |  |  |                      |  |
|                        | Filippo I di Castiglia | Massimiliano I d'Asburgo         |                                       |  |  |       |  |  |                           |  |  |                      |  |
|                        | Filippo I di Castiglia | Maria di Borgogna                |                                       |  |  |       |  |  |                           |  |  |                      |  |
| Ferdinando I d'Asburgo | Filippo I di Castiglia |                                  |                                       |  |  |       |  |  |                           |  |  |                      |  |
|                        |                        | Giovanna di Aragona e Castiglia  | Ferdinando II d'Aragona               |  |  |       |  |  |                           |  |  |                      |  |
|                        |                        | Giovanna di Aragona e Castiglia  | Ferdinando II d'Aragona               |  |  |       |  |  |                           |  |  |                      |  |
|                        |                        | Giovanna di Aragona e Castiglia  | Isabella di Castiglia                 |  |  |       |  |  |                           |  |  |                      |  |
| Giovanna d'Austria     |                        | Giovanna di Aragona e Castiglia  |                                       |  |  |       |  |  |                           |  |  |                      |  |
|                        |                        | Ladislao II di Boemia            | Casimiro IV di Polonia                |  |  |       |  |  |                           |  |  |                      |  |
|                        |                        | Ladislao II di Boemia            | Casimiro IV di Polonia                |  |  |       |  |  |                           |  |  |                      |  |
|                        |                        | Ladislao II di Boemia            | Elisabetta d'Asburgo                  |  |  |       |  |  |                           |  |  |                      |  |
| Anna Jagellone         |                        | Ladislao II di Boemia            |                                       |  |  |       |  |  |                           |  |  |                      |  |
|                        |                        | Anna di Foix-Candale             | Gastone II di Foix-Candale            |  |  |       |  |  |                           |  |  |                      |  |
|                        |                        | Anna di Foix-Candale             | Gastone II di Foix-Candale            |  |  |       |  |  |                           |  |  |                      |  |
|                        |                        | Anna di Foix-Candale             | Caterina di Navarra                   |  |  |       |  |  |                           |  |  |                      |  |
|                        |                        | Anna di Foix-Candale             |                                       |  |  |       |  |  |                           |  |  |                      |  |